# Erling Lae
Erling Lae (født:  16 marts 1947) er norsk politiker (H). Han er uddannet cand. phil. med hovedfag i historie og var fra 29 marts 2000 til 29 september 2009 byrådsformand i Oslo. Han er også nestleder i Høyre og medlem af Oslo Høyres arbejdsudvalg, hovedstyre og repræsentantskab. 
Mellem 1997 og 2000 var han medlem i byrådet for ældreområdet og bydelene. Han blev første gang valgt ind  bystyret i 1991. 
Han var gruppeleder for Høyre i bydelen Ullevål-St.Hanshaugen fra 1987.